# DAB 12-1800B
DAB 12-1800B er en 18 meter lang ledbus i bybusudgave. Modellen er produceret i perioden 1990 til 1993 på DAB's fabrik i Silkeborg i Danmark. Eneste danske køber af typen var Århus Sporveje, der fik leveret 13 stk. (internnr. 406-418). Flere af disse kørte endnu i Århus i september 2007. i December 2009 kørte typen for sidste gang i århus inden de blev solgt til Polen

DAB leverede endvidere fem 12-1800B til PKM Gliwice i Polen i 1993.